# Iowa Wolves
Gli Iowa Wolves sono una squadra di pallacanestro di Des Moines che milita nella NBA Development League, il campionato professionistico di sviluppo della National Basketball Association.

## Storia della franchigia
La squadra ha tenuto un name-the-team contest sul proprio sito web, dove i tifosi potevano scegliere il nome per la squadra tra questi cinque: Corncobs, Maize, River Rats, Scarecrows, e Thoroughbreds. Ma dato che le proposte non sono piaciute ai tifosi, la dirigenza ha optato per il nome Energy.

## Squadre NBA affiliate
Sono affiliati unicamente dal 2017 ai Minnesota Timberwolves assumendo la denominazione attuale, mentre dal 2014 al 2017 ai Memphis Grizzlies, da cui avevano preso i colori sociali (prima viola, arancio e rosso).
In passato alle seguenti squadre NBA: Chicago Bulls, Denver Nuggets, New Orleans Hornets e Washington Wizards.

## Palmarès
- Campione NBA D-League: 1

2011

## Record stagione per stagione
| Iowa Energy    |                |                |     |     |      | |
| 2007-08        | Central        | 3°             | 22  | 28  | 44,0 | |
| 2008-09        | Central        | 1°             | 28  | 22  | 56,0 | perdono 1º turno (Dakota) 114-109                                                                                                |
| 2009-10        | Eastern        | 1°             | 37  | 13  | 74,0 | vincono 1º turno (Utah) 2-1 perdono semifinali (Tulsa) 2-1                                                                       |
| 2010-11        | Eastern        | 1°             | 37  | 13  | 74,0 | vincono 1º turno (Utah Flash, 2-1) vincono semifinali (Tulsa 66ers, 2-0) vincono finale D-League (Rio Grande Valley Vipers, 2-1) |
| 2011-12        | Eastern        | 5°             | 25  | 25  | 50,0 | perdono 1º turno (Los Angeles D-Fenders, 2-0)                                                                                    |
| 2012-13        | Central        | 6°             | 14  | 36  | 28,0 | |
| 2013-14        | Central        | 6°             | 31  | 19  | 62,0 | perdono 1º turno (Rio Grande Valley, 2-1)                                                                                        |
| 2014-15        | Central        | 3°             | 26  | 24  | 52,0 | |
| 2015-16        | Central        | 3°             | 26  | 24  | 52,0 | |
| 2016-17        | Southwest      | 6°             | 12  | 38  | 24,0 | |
| Iowa Wolves    |                |                |     |     |      | |
| 2017-18        | Midwest        | 3°             | 24  | 26  | 48,0 | |
| 2018-19        | Midwest        | 4°             | 20  | 30  | 40,0 | |
| 2019-20        | Midwest        | 4°             | 19  | 24  | 44,2 | |
| 2020-21        | -              | 18°            | 2   | 13  | 13,3 | |
| Regular season | Regular season | Regular season | 323 | 335 | 49,1 | |
| Play-off       | Play-off       | Play-off       | 10  | 10  | 50,0 | |